# チェーチナ
チェーチナ(伊: Cecina)は、イタリア共和国トスカーナ州リヴォルノ県にある、人口約28,000人の基礎自治体（コムーネ）。

## 地理

### 位置・広がり
東はピサ県と接し、西はティレニア海に面する。

#### 隣接コムーネ
隣接するコムーネは以下の通り。括弧内のPIはピサ県所属を示す。
- ビッボーナ
- カザーレ・マリッティモ (PI)
- カステッリーナ・マリッティマ (PI)
- グアルディスタッロ (PI)
- モンテスクダーイオ (PI)
- リパルベッラ (PI)
- ロジニャーノ・マリッティモ

### 気候分類・地震分類
チェーチナにおけるイタリアの気候分類 (it) および度日は、zona C, 1332 GGである。
また、イタリアの地震リスク階級 (it) では、zona 3 (sismicità bassa) に分類される。

## 出身著名人
- パオロ・ベッティーニ （自転車ロードレース選手）

## 姉妹都市
- Gilching、ドイツ
- サグント、スペイン
- Sin-le-Noble、フランス